# Edmund Ayrton
Edmund Ayrton (Ripon, districte de Harrogate, 1734 - idm. 1808) fou un organista i compositor anglès.
El seu pare era barber, tingué com a mestre en James Nares i va ser organista a Southwell, quan encara era molt jove. Després fou nomenat músic de la capella reial i mestre de la capella de la Catedral de Saint Paul. Era doctor en música i entre les seves nombroses obres, totes religioses, n'hi ha algunes molt notables. Fou enterrat en l'Abadia de Westminster.